# Horst Störmer
Horst Ludwig Störmer (ur. 6 kwietnia 1949 we Frankfurcie nad Menem) – niemiecki fizyk, noblista.

## Życiorys
Horst Störmer urodził się we Frankfurcie, ale dzieciństwo spędził w Sprendlingen (obecnie część Dreieich), gdzie jego rodzice prowadzili sklep z dekoracjami wnętrz. Jako dziesięciolatek rozpoczął naukę w Gimnazjum Goethego w Neu-Isenburg. Po jego ukończeniu zaczął studiować architekturę na Technische Universität Darmstadt, później jednak zdecydował się na fizykę na Uniwersytecie Johanna Wolfganga Goethego we Frankfurcie nad Menem. Przygotowywał pracę dyplomową pod kierunkiem Eckhardta Hoeniga w Instytucie Fizyki (dyrektorem Instytutu był wówczas Werner Martienssen). W tym samym zespole studiował także inny późniejszy noblista Gerd Binnig.
W 1974 roku wyjechał do ośrodka badawczego w Grenoble, prowadzonego przez Centre national de la recherche scientifique i Max Planck Institute for Solid State Research. Prowadził badania nad właściwościami układów elektron – dziura w polu magnetycznym. W 1977 roku uzyskał stopień doktora na Uniwersytecie w Stuttgarcie. Promotorem jego rozprawy doktorskiej był Hans-Joachim Queisser.
W 1977 roku Horst Störmer wyjechał na staż podoktorski do Bell Labs. Rok później został tam zatrudniony na stałe i wkrótce rozpoczął, wraz z Daniel Tsui, pracę nad kwantowym efektem Halla, odkrytym w 1980 roku przez Klausa von Klitzinga. W 1983 roku został kierownikiem Działu Elektronicznych i Optycznych Właściwości Ciał Stałych, a w 1991 roku dyrektorem Laboratorium Badań Fizycznych. W Bell Labs pracował na pełnym etacie do 1997 roku, kiedy został profesorem fizyki i fizyki stosowanej na Columbia University. W 2011 roku przeszedł na emeryturę.

## Praca naukowa
W 1982 roku Horst Störmer i Daniel Tsiu, poszerzyli badania Klausa von Klitzinga nad kwantowym efektem Halla, obserwując go w półprzewodnikach w niskiej temperaturze, bliskiej zera bezwzględnego. Stwierdzili, że w tych warunkach efekt Halla przyrasta o wartości ułamkowe, co wskazywało na przepływ ułamków elektronów. Wyjaśnienie tego zjawiska zaproponował Robert B. Laughlin, który założył, że w warunkach wysokiego pola magnetycznego generowanego podczas eksperymentu, elektrony przechodzą w płyn kwantowy (Quantum fluid) złożony z kwazicząstek o ułamkowych ładunkach elektrycznych. 
W 1998 roku otrzymał, wraz z Robertem Laughlinem i Danielem Tsui, nagrodę Nobla w dziedzinie fizyki za odkrycie cieczy kwantowej ze wzbudzeniami o ładunku ułamkowym (ułamkowy kwantowy efekt Halla).